# Арнштам, Лео Оскарович
Лео (Лев) Оскарович Арншта́м (1905—1979) — советский кинорежиссёр и сценарист. Народный артист РСФСР (1969). Лауреат двух Сталинских премий (1946, 1947).

## Биография
Родился 2 (15) января 1905 год в Екатеринославе (ныне Днепр) в семье земского врача, позже акушера и гинеколога Ошера-Боруха Ициковича (Ицковича, Оскара Исааковича) Арнштама (1871, Митава — ?) и Мери Шаевны Арнштам. Когда он был ребёнком семья переехала в Петроград, где отец открыл женскую лечебницу на Невском проспекте, дом № 101 (семья жила в этом же доме). В 1923 году окончил Ленинградскую консерваторию имени Н. А. Римского-Корсакова по классу фортепиано.
Занимался концертной деятельностью. Заведовал музыкальным отделом Театра имени В. Э. Мейерхольда.
В 1929—1942 годах на киностудии «Ленфильм». Работал звукорежиссёром, сценаристом и режиссёром. С 1945 года работал на киностудии «Мосфильм».
Руководил сценарными мастерскими на Высших курсах сценаристов и режиссёров.  

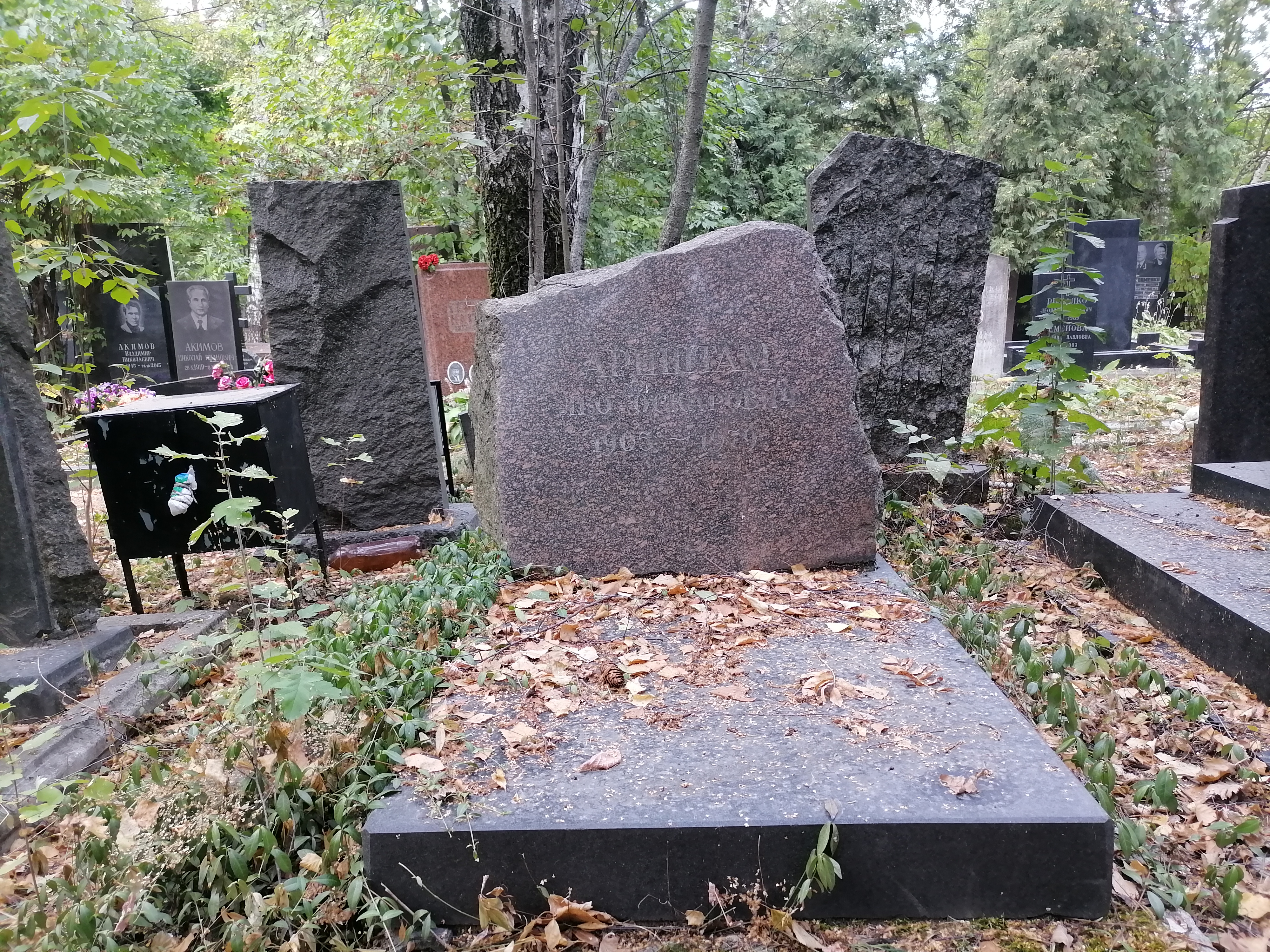
Могила на Кунцевском кладбище

Л. О. Арнштам умер 26 декабря 1979 года. Похоронен в Москве на Кунцевском кладбище.

## Семья
Жена — Галина Владимировна Водяницкая, актриса.
Сестра — Рита Оскаровна Арнштам (Ревекка Ошер-Боруховна, 25 декабря 1905 — ?), референт Института экономики АН СССР.
Троюродные братья — поэт Ян Сатуновский и кинооператор Пётр Сатуновский.

## Фильмография

### Режиссёр
- 1932 — Встречный
- 1933 — Анкара — сердце Турции (документальный)
- 1935 — Подруги
- 1938 — Друзья
- 1941 — Боевой киносборник № 2 — Случай на телеграфе (совместно с Г. М. Козинцевым)
- 1944 — Зоя
- 1946 — Глинка
- 1954 — Ромео и Джульетта (фильм-балет, совместно с Л. Лавровским — приз Международного кинофестиваля в Канне, 1955)
- 1957 — Урок истории (СССР — Болгария; совместно  с Х. Писковым)
- 1961 — Пять дней, пять ночей (СССР — ГДР)
- 1967 — Софья Перовская

### Сценарист
- 1932 — Встречный
- 1935 — Подруги
- 1938 — Друзья
- 1941 — Чапаев с нами (короткометражный)
- 1941 — Боевой киносборник № 2 — Случай на телеграфе
- 1944 — Зоя
- 1946 — Глинка
- 1954 — Ромео и Джульетта
- 1957 — Урок истории (СССР — Болгария)
- 1961 — Пять дней, пять ночей (СССР — ГДР)
- 1965 — Секрет успеха
- 1967 — Софья Перовская

### Звукорежиссёр
- 1930 — Наперекор всему!
- 1931 — Одна
- 1931 — Златые горы (Счастливая улица)

## Награды и премии
- Сталинская премия первой степени (1946) — за фильм «Зоя» (1944)
- Сталинская премия второй степени (1947) — за фильм «Глинка» (1946)
- Заслуженный деятель искусств РСФСР (12.04.1965)
- Народный артист РСФСР (1969)
- Два ордена «Знак Почёта» (06.03.1950; 12.04.1974)
- медали

## Книги
- Лев Арнштам. Музыка героического. М.: Искусство, 1977. — 293 с.